# Wasileostrowskaja
Wasileostrowskaja (ros. Василеостро́вская) – druga stacja linii Newsko-Wasileostrowskiej, znajdującego się w Petersburgu systemu metra.

## Charakterystyka

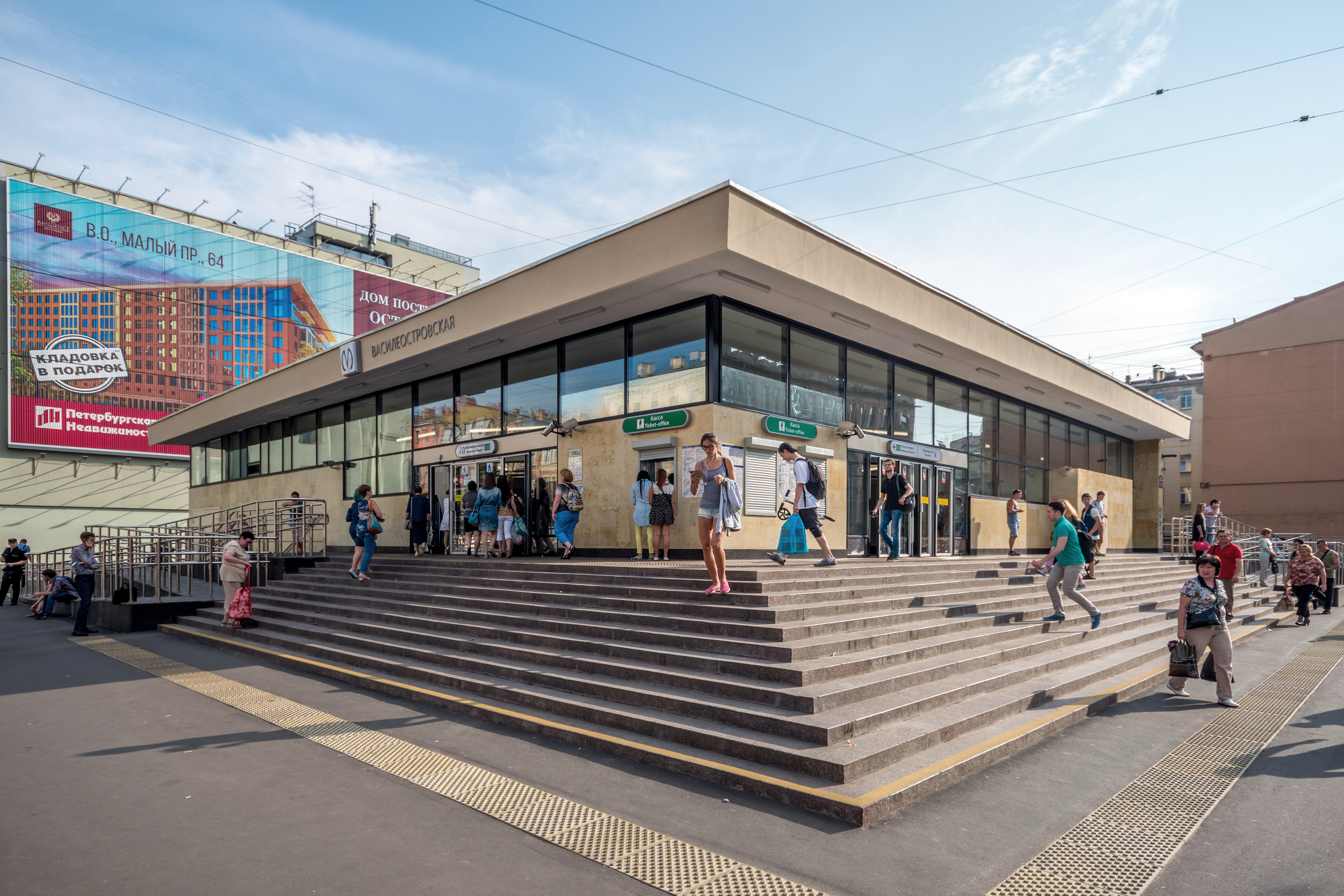
Pawilon stacji

Stacja Wasileostrowskaja w Petersburgu została wprowadzona do ruchu pasażerskiego 3 listopada 1967 roku, a zastosowany został na niej system automatycznie rozsuwanych drzwi peronowych. Autorami projektu architektonicznego obecnej postaci stacji są: A. J. Maczeriet (А. Я. Мачерет), A. I. Pribulskij (А. И. Прибульский), Ł. S. Czupina (Л. С. Чупина), a także A. S. Gieckin (А. С. Гецкин) i W. P. Szuwałowa (В. П. Шувалова). Położona jest przy Sriednim Prospekcie, na terenie Wyspy Wasiljewskiej. Swą nazwę czerpie właśnie od tej wyspy i jest ona jedyną stacją metra tam zlokalizowaną. W czasie budowy wyburzonych zostało kilka budynków zlokalizowanych w pobliżu dzisiejszego wejścia do stacji. Wasileostrowskaja jest mniejsza od innych stacji tej linii, a uzyskane w ten sposób dodatkowe miejsce przeznaczone zostało na pomieszczenia magazynowe i powierzchnię biurową. Wejście znajduje się na podwyższeniu, co sprawia, że w przypadku potencjalnej powodzi nie zostanie ono zalane. Ściany stacji wyłożone zostały białym marmurem, od półkolistego białego sklepienia oddziela się pas płytek. Posadzki wykonane zostały z płyt granitowych. Oświetlenie zapewniają aluminiowe lampy. Według wstępnych planów stacja miała nosić nazwę Sriednij prospiekt (Средний Проспект) lub Wos´maja Linija (Восьмая Линия), ostatecznie jednak zdecydowano się na obecną.
Wasileostrowskaja położona jest na głębokości 64 metrów. Jest to jedna z petersburskich stacji o najwyższym natężeniu ruchu, miesięcznie przewija się przez nią około 2 milionów pasażerów. Sytuację pogarsza dodatkowo fakt jej małej wielkości. Sprawia to, że w godzinach szczytu jest ona bardzo zatłoczona. Władze metra planują zastąpić pochodzący z lat sześćdziesiątych budynek wejściowy, nową historyzującą budowlą, która lepiej będzie wpisywać się w zabytkowe otoczenie. Docelowo znaleźć się tam ma centrum handlowe. Ruch pociągów odbywa się tutaj od godziny 5:33 do godziny 0:34 i w tym czasie jest ona dostępna dla pasażerów.